# Bruske-Gedenkstein

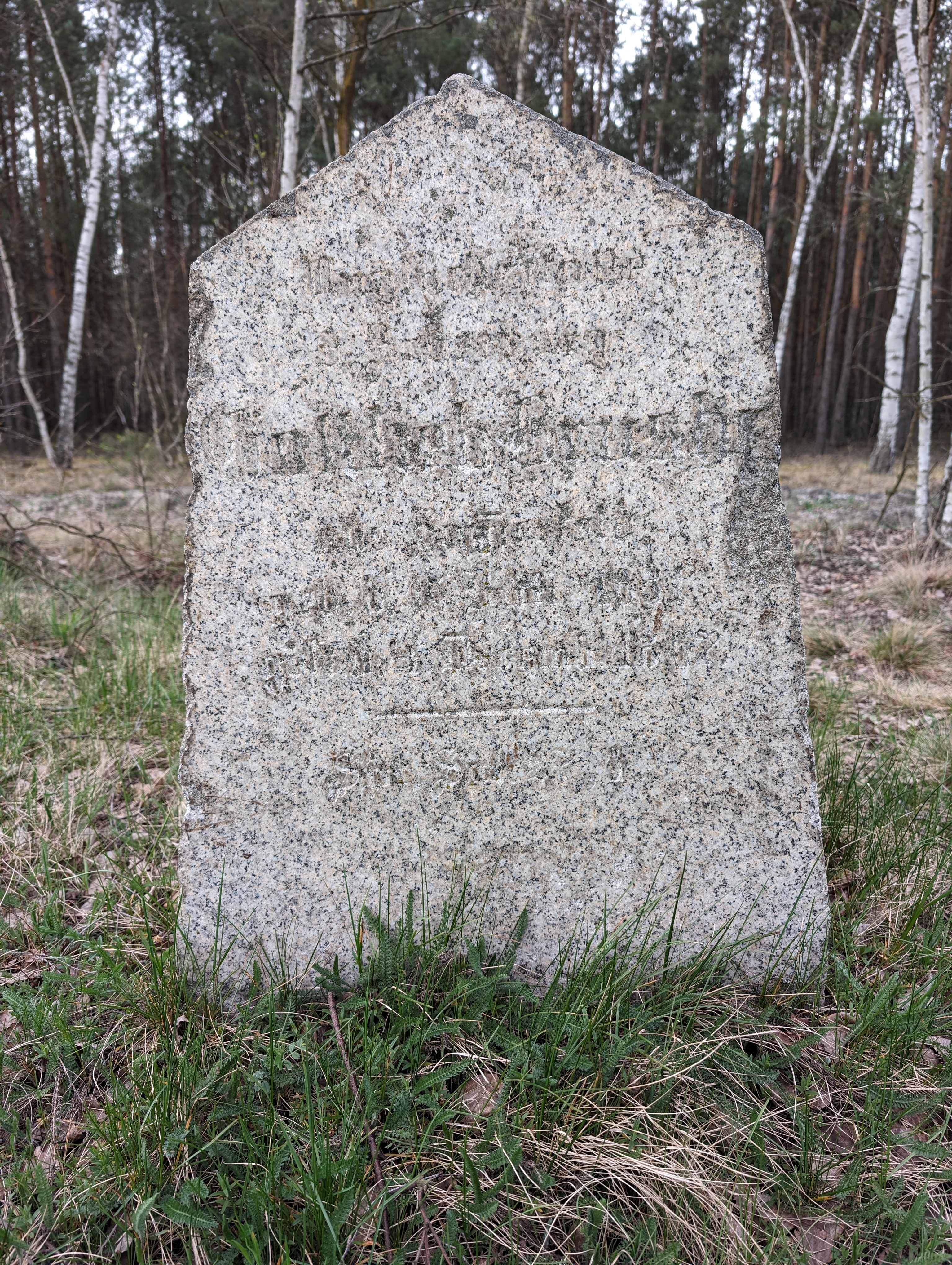
Bruske-Gedenkstein (April 2024)

Der Bruske-Gedenkstein, ein historisches Denkmal, kennzeichnet den Ort, an dem der Ackerbürger Gottlieb Bruske (* 15. Juli 1831; † 4. Dezember 1867) aus Sommerfeld (poln. Lubsko) von seinem Fuhrwerk gefallen und tödlich verunglückt ist. Bruske soll als Fuhrkutscher Tuchfabriken in der nahe gelegenen Stadt Forst (Lausitz) mit Kohle beliefert haben. Der Bereich, heute Teil Polens, war einst eng mit der Stadt Forst verbunden, hat jedoch durch historische Ereignisse und Veränderungen einen Wandel erfahren, der in der vollständigen Devastierung einiger Stadtteile von Forst in der Nähe des Unfallortes resultierte.
Der Gedenkstein befindet sich an der Woiwodschaftsstraße Droga wojewódzka 289 auf dem Gebiet der Gemeinde Brody in Polen.

## Beschreibung
Der Bruske-Gedenkstein besteht aus einem aufrecht stehenden Granitblock. Er misst in etwa 80 cm in der Höhe, 58 cm in der Breite und 31 cm in der Tiefe. Seine Oberkante ist in einer Weise gestaltet, die an ein Dach erinnert, mit abgeschrägten Seiten. Die Frontseite des Steins zeichnet sich durch eine glatte, polierte Oberfläche aus, auf der die Inschrift eingemeißelt wurde. Diese Inschrift wurde ursprünglich mit Farbe hervorgehoben, um ihre Lesbarkeit zu verbessern. Eine Renovierung des Steins fand zuletzt im Oktober 2018 statt. Zum aktuellen Zeitpunkt weist der Gedenkstein jedoch sichtbare Zeichen von Verwitterung auf, was die Lesbarkeit der Inschrift erheblich beeinträchtigt.

### Inschrift
Unglücksstätte
d. Ackerbürg.
Gottlieb Bruske
aus Som̅erfeld
geb. d. 15. Juli 1831
gest d. 4. Decemb 1867
—————
Spr. Sal. 27.1

### Bedeutung der Abkürzung ‚Spr. Sal. 27.1‘
Die Abkürzung „Spr. Sal. 27.1“ bezieht sich auf eine Bibelstelle aus dem Buch der Sprüche Salomos, auch bekannt als das Buch der Sprichwörter oder einfach „Sprüche“. Die Zahl „27.1“ gibt das Kapitel und den Vers an, also Sprüche Kapitel 27, Vers 1.
In vielen Bibelübersetzungen lautet dieser Vers: „Rühme dich nicht des morgigen Tages; denn du weißt nicht, was der Tag bringen wird.“ Dieser Vers betont die Unsicherheit der Zukunft und die Bedeutung von Bescheidenheit und Vorsicht.
Diese Bibelstelle auf dem Gedenkstein könnte vermerkt sein, um die Unvorhersehbarkeit und Fragilität des menschlichen Lebens zu betonen. Gottlieb Bruske, dessen plötzlicher und unerwarteter Tod durch den Sturz von seinem Fuhrwerk erfolgte, könnte als ein symbolisches Beispiel für die in dieser Schriftstelle vermittelte Botschaft angesehen werden. Sein Tod illustriert, dass trotz aller Pläne und Erwartungen das Leben unerwartete Wendungen nehmen kann, die außerhalb unserer Kontrolle liegen. Durch die Auswahl dieser spezifischen Bibelstelle könnte das Denkmal nicht nur an Bruske erinnern, sondern auch eine allgemeine Lebensweisheit oder Mahnung an die Passanten vermitteln, nämlich die Bedeutung der Demut und des bewussten Umgangs mit der Ungewissheit des Lebens. Diese Interpretation der Bibelstelle im Kontext des Gedenksteins könnte dazu dienen, den Besuchern eine tiefergehende, reflektierende Erfahrung zu bieten.

## Galerie

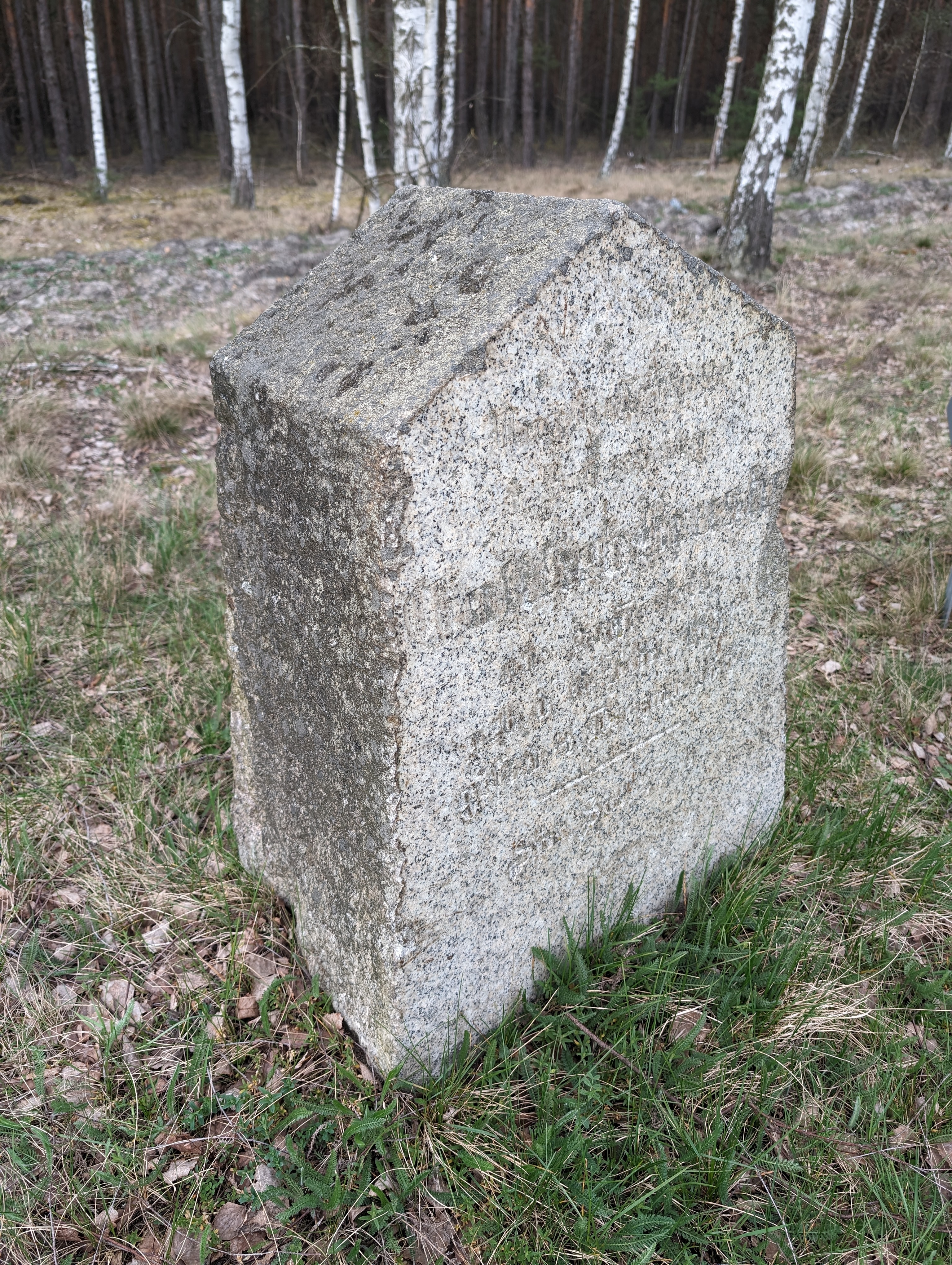
Bruske-Gedenkstein Front und linke Seite
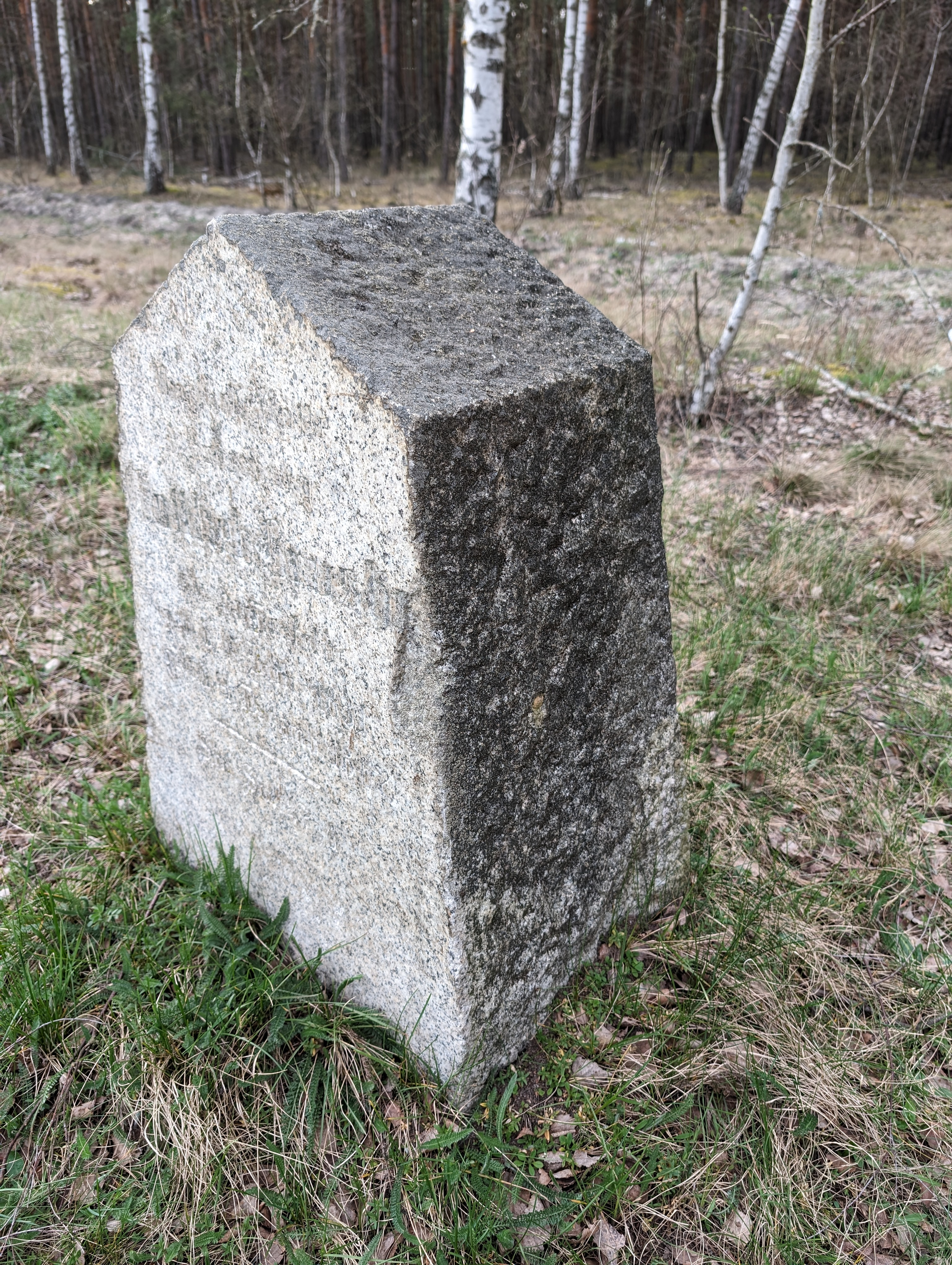
Bruske-Gedenkstein Front und rechte Seite
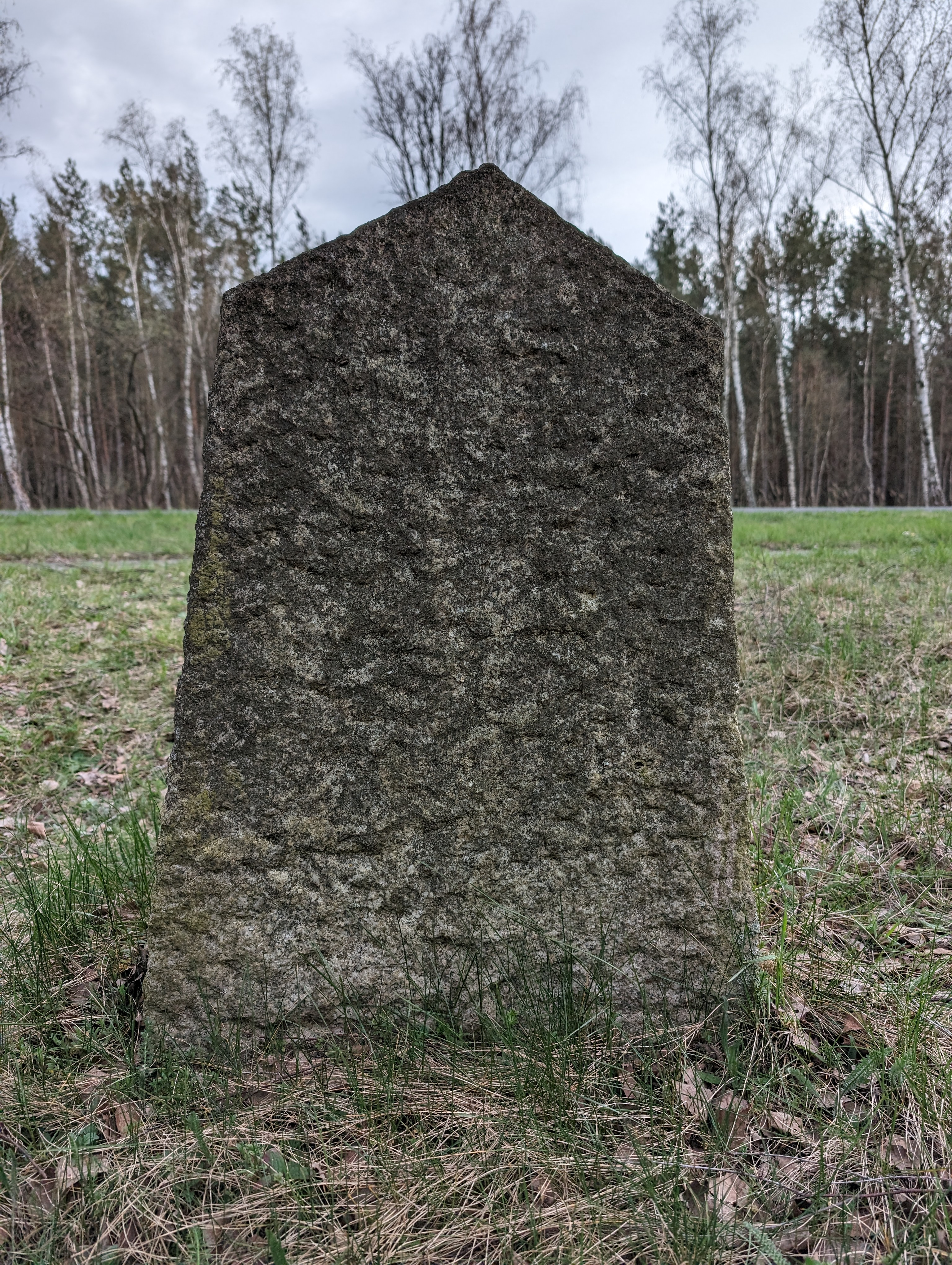
Bruske-Gedenkstein Rückseite

## Trivia
Laut Angaben auf einer Tafel neben dem Gedenkstein soll Gottlieb Bruske „[v]ermutlich aus Übermüdung oder mit zu viel Alkohol“ vom Wagen gefallen und von diesem überrollt worden sein. Hierfür sind jedoch bislang keine fundierten Quellen bekannt.